# Pedro Gomes (canoísta)
Pedro Manuel dos Santos Gomes (Vila Nova de Gaia, 18 de Abril de 1981), mais conhecido como Pedro Gomes, é atleta português.
Atualmente (2007) faz parte da selecção portuguesa de canoagem, na modalidade de pista (velocidade).

## Biografia
Iniciou a prática de canoagem 1989 com apenas 8 anos, e desde sempre representou o Clube Naútico de Crestuma, do qual é sócio honorário. 
É atleta de alta competição desde 1999, ano em que se sagrou campeão europeu de maratonas, na Polónia. Por essa conquista, recebeu menção honrosa da Fundação do Desporto. 
Também em 1999, foi Atleta do Ano do Concelho de Vila Nova de Gaia.
Desde então tem representado a Selecção Portuguesa de Canoagem de Pista.